# Serramenti PVC Diquigiovanni-Selle Italia/2007
Deze pagina geeft een overzicht van de wielerploeg Serramenti PVC Diquigiovanni-Selle Italia in 2007.
| Naam                 | Geboortedatum | Nationaliteit | Ploeg 2006     |
| -------------------- | ------------- | ------------- | -------------- |
| Santo Anzà           | 17-11-1980    | Italië        |                |
| Niklas Axelsson      | 15-05-1972    | Zweden        |                |
| Sergio Barbero       | 17-01-1969    | Italië        |                |
| Wladimir Belli       | 25-07-1970    | Italië        |                |
| Alessandro Bertolini | 27-07-1971    | Italië        |                |
| Anthony Brea         | 03-02-1983    | Venezuela     | Neoprof        |
| Emiliano Donadello   | 19-04-1983    | Italië        | Neoprof        |
| Fabio Duarte         | 11-06-1986    | Colombia      | Orbitel        |
| Alberto Loddo        | 05-01-1979    | Italië        |                |
| Gabriele Missaglia   | 24-07-1970    | Italië        |                |
| Leonardo Moser       | 25-09-1984    | Italië        | Acqua & Sapone |
| Walter Pedraza       | 27-11-1981    | Colombia      |                |
| José Serpa           | 17-04-1979    | Colombia      |                |
| Mattia Turrina       | 31-08-1983    | Italië        | Neoprof        |

1996 · 1997 · 1998 · 1999 · 2000 · 2001 · 2002 · 2003 · 2004 · 2005 · 2006 · 2007 · 2008 · 2009 · 2010 · 2011 · 2012 · 2013 · 2014 · 2015 · 2016 · 2017 · 2018 · 2019 · 2020 · 2021 · 2022